# انجمن مربیان حرفه‌ای غواصی
انجمن مربیان حرفه‌ای غواصی به انگلیسی (Professional Association of Diving Instructors)یا PADI بزرگترین سازمان آموزش غواصی تفریحی جهان است.

## تاریخچه
در سال ۱۹۶۶ میلادی توسط دو تن از غواصان آمریکایی به نام‌های آقای رالف اریکسون و آقای جان کرونین و با هدف آموزش غواصی به روشی نوین و به دور نظامی‌گری که در آن سال‌ها رایج بود تأسیس گردید.

## گستردگی
اعضای PADI، از جمله مراکز غواصی تفریحی، امکانات آموزشی، مربیان و دایومسترهای آن اکثر غواصان تفریحی جهان را آموزش می‌دهند.
PADI دارای دفاتر خدمات در آمریکا، کانادا، استرالیا، چین، ژاپن، انگلستان، سوئیس، روسیه و برزیل است. دفتر مرکزی PADI در کالیفرنیا، ایالات متحده آمریکا واقع شده‌است.
دفاتر PADI با بیش از ۴۰۰ کارمند در خدمت بیش از ۱۲۸/۰۰۰ عضو حرفه‌ای و بیش از ۶۶۰۰ مرکز غواصی در ۱۸۶ کشور دنیا است. مواد آموزشی PADI به بیش از ۲۹ زبان ترجمه شده و در دسترس است.
امروزه PADI سالانه بیش از یک میلیون گواهی نامه غواصی صادر می‌کند که از میان آن‌ها حدود ۵۵۰/۰۰۰ گواهی نامه سطح مبتدی را شامل می‌گردد.
در طول سال‌های بسیار زیاد فعالیت، از زمان شکل‌گیری PADI تا تبدیل شدن به یک سازمان برجسته ارائه دهنده آموزش غواصی، سرشماری‌ها نشان می‌دهد که بیش از 28 میلیون گواهینامه غواصی توسط PADI صادر شده‌است و ۷۰٪از غواصان در ایالات متحده و حدود ۵۶٪ از غواصان در سراسر جهان توسط PADI آموزش دیده‌اند.
متأسفانه در حال حاضر هیچ منبع متمرکز و دقیقی از گستردگی صنعت غواصی با اطلاعات مربوط به تعداد ترکیبی از گواهی نامه‌های صادر شده توسط دیگر سازمان‌های صدور گواهینامه در صنعت غواصی تفریحی در دسترس نیست.
وال استریت ژورنال گزارش داد که Providence Equity مجموعه PADI که بزرگترین سازمان صدور گواهینامه غواصی در جهان است را به یک کنسرسیوم با نام Mandarinfish Holding به ارزش ۷۰۰ میلیون دلار واگذار کرده‌است
هیچ جزئیاتی از برنامه‌های آینده وجود ندارد، اما در حوزه صنعت غواصی بازار رو به رشدی در کشور چین وجود دارد، و این نیاز به حضور مؤثر PADI است و این ممکن است توجه صاحبان جدید PADI را جلب کند.
مالکیت PADI تاکنون چندین بار تغییر کرده‌است و مانند هر کار بزرگ دیگر، بدون هیچ گونه مالکیتی، عملیات عادی خود را ادامه داده‌است
تغییراتی در هزینه‌های عضویت و شیوه‌های کسب و کار دیده شده‌است و این امر برای مقابله با رقبای PADI، که دارای سهمی در بازار غواصی منطقه آسیا و اقیانوس آرام هستند می‌باشد
همچنین در ماه نوامبر سال ۲۰۱۶ در بلومبرگ گزارش شد که Providence Equity به دنبال واگذاری PADI با ارزیابی تخمینی از کسب و کار در حدود ۱ میلیارد دلار است.

## روند آموزش
این مؤسسه با الهام گرفتن از روش تدریس نوین و سیستم آموزشی آمریکا و با همکاری با بسیاری از دانشگاه‌های سراسر جهان و نیز استفاده از روش‌های میهمان نوازانه هتلها جهت سرویس دهی به گردشگران، موفق به طراحی متدی جدید در آموزش غواصی گردید که نتایج آن گسترش روزافزون این تفریح سالم در بین جوامع و ملل مدرن و پیشرفته جهان گردیده‌است.
امروزه این مؤسسه با دارا بودن ۶۶۰۰ مرکز غواصی در ۱۸۶ کشور جهان و نیز بیش از ۱۲۸ هزار عضو حرفه‌ای نقش وسیعی را در صنعت توریست جهانی با ارائه فعالیت‌های غواصی ایمن و کارآمد در سراسر جهان ایفا می‌کند و استاندارد جدیدی را در امر اکوگردشگری که در راس آن شعار ایمنی قرار دارد و مورد استقبال تعداد بیشماری از ساکنین این کره خاکی قرار گرفته‌است را ارائه می‌نماید.

## سیستم آموزشی
سیستم آموزشی PADI بر مبنای یک نظریه واحد و عملی و نظام آموزشی غربی بنا شده‌است. در این سیستم نخست اطلاعات نظری از طریق مطالعه مستقل کتاب‌ها و تماشای فیلم و دیگر رسانه‌های گوناگون مانند آموزش‌های آنلاین به دانشجو منتقل می‌گردد. سپس توضیح‌های مربی که در عین حال بسیار ساده و کارآمد است بر آموخته‌ها تأکید ورزیده و همچنین در پایان هر بخش از کتاب با پاسخگوئی به آزمونها، دانش نظری خود را سنجیده و بر درک تمامی مفاهیم در برنامه آموزشی تأکید می‌گردد.
پس از آن مهارت‌های عملی توسط مربی به صورت شفاهی توضیح داده شده و در استخر به معرض نمایش گذارده می‌شود. این مهارت‌ها در یک رویکرد یکپارچه در تمامی دوره‌های PADI در سراسر جهان و بر اساس استانداردهای آموزشی بوده و پس از تسلط کامل بر مهارت‌ها، دانش آموز جهت ورود به آب‌های آزاد (دریا) آماده می‌گردد.
پس از اتمام هر دوره گواهینامه‌ای برای دانشجو صادر می‌شود. دوره‌های PADI بر مبنای عملکرد غواص بوده و تأکید بر سطح دانش علمی، عملی، ایمنی، و مهارت‌های حرکتی آنان است.
در دوره‌های حرفه‌ای که شامل مطالعات مستقل بسیاری است تمامی مبانی فیزیولوژی، فیزیک، و رابطه بین آن‌ها و بدن غواصی به‌طور مفصل مورد مطالعه قرار می‌گیرد. ورود به چنین دوره‌هایی که دارای سطح بالایی از علوم و فنون غواصی است نیازمند تکمیل تمامی دوره‌های آغازین می‌باشد. تمامی دوره‌های آموزشی PADI برمبنای استانداردهای بین‌المللی و شورای جهانی آموزش غواصی تفریحی است.

## انتقادات و اتهامات
PADI گاهی اوقات از سوی دیگر رقبا در معرض انتقاد بوده‌است. تاکنون به‌طور خاص، تنها دو اتهام در برابر سازمان ساخته و به آن پرداخته شده‌است: یکبار متهم به پایین آوردن سطح آموزش غواصی، و بار دیگر کوتاه کردن و آسان‌سازی غواصی و «سود آور» ساختن آن بوده‌است.
در سال ۲۰۰۶ میلادی PADI به شدت توسط دادگاه در انگلستان برای ارائه آنچه کارشناسان به عنوان کوتاه و ناکافی بودن آموزش‌ها خوانده بودند مورد انتقاد قرار گرفته بود. اما شواهد در جلسه استنطاق به نفع PADI رأی داد و PADI متعاقباً پاسخ دفاعی خود را ارائه نمود که بسیار منطقی و مستحکم بود: (در دهه گذشته PADI نقش غالب در آموزش غواص جهان را بازی کرده‌است این در صورتی است که تعداد حوادث غواصی بسیار کاهش یافته‌است) زیرا اگرچه استانداردهای آموزشی PADI بسیار متفاوت از آنانی است که قبلاً در انگلستان رایج و تحت سیستم BSAC شایع بوده‌است اما استانداردهای آموزشی PADI مطابق با استانداردهای شورای جهانی آموزش غواصی تفریحی است.
لازم است ذکر شود که منتقدان نیز معتقدند که استانداردهای آموزشی PADI همان استانداردهای شورای جهانی آموزش غواصی تفریحی بوده و قابل اطمینان و ملاک هستند و در واقع آنان مجموعه‌ای از استانداردها است که تمامی دیگر سازمان‌های عضو باید آن‌ها را رعایت نمایند.
اما در واقع مشکل اساسی اینجاست که برخی از دیگر سازمانهای آموزش غواصی از آن استانداردها تا به حال تبعیت ننموده‌اند یا در حال حاضر به‌طور مستقل خود دارای استانداردهای درونی خود می‌باشند و به عبارت دیگر سعی در «مهندسی معکوس» استانداردهای شورای جهانی آموزش غواصی تفریحی داشته یا تلاش در مطابقت آن‌ها با استانداردهای کنونی خود دارند که در این رابطه آن‌ها آنقدر مختصر می‌باشند که هیچ سودی ندارند.
توجیه اتهام احتکار و انحصار سخت‌تر بود. اگر چه اغلب رقبای PADI آن را به شوخی به عنوان «یک دلار دیگر» می‌خوانند اما فراموش نشود که PADI سازمانی مبتنی بر سود و درآمد است نه انجمنی خیریه. به این ترتیب انتظار می‌رود تا برای تولید بازده تجاری محصول خود، آموزش غواص راعرضه کند.
برخی می‌گویند که تعداد زیادی از دیگر سازمان‌های آموزش غواصی رقیب، PADI را به صورت واقع بینانه‌ای متهم به سوء استفاده از بازار نموده‌اند. در حالی که برخی دیگر معتقدند که برتری و موقعیت غالب PADI در صنعت غواصی، انحصار را اجتناب ناپذیر می‌سازد.
انتقاد سوم که خوش‌خیم تر بوده گاهی اوقات این است که PADI بیش از حد فرایند آموزش غواصی را گسترش داده‌است و منجر به ارائه تعداد زیادی از گواهینامه‌های مختلف برای هر غواص در مسیر ادامه آموزش غواصی خود تا سطح پیشرفته گردیده‌است.
به عنوان مثال غواصان می‌تواند یک گواهینامه تخصصی برای «غواص با قایق» دریافت نمایند. برای بسیاری از غواصان، غواصی از قایق، یک اتفاق معمولی است البته تجربه‌ای پرهزینه و خاص اما نیازی نیست که PADI غواصان تازه‌کار را متقاعد کند که دریافت گواهینامه آن لازم است.
این انتقادی است که پیشتر توسط PADI از بین برده شده‌است. البته آنچه احساس اقتدار به PADI می‌دهد ارائه مهارت‌های خاص و حیاتی از قبیل کنترل شناوری، مدیریت هوای تنفسی، امداد و نجات غواصی، و مباحث پیشرفته آن در ارائه محصولاتی به‌طور جداگانه مانند پشتیبانی PADI از دوره‌های پیک پرفورمانس بویانسی است.

## عضویت
انجمن مربیان حرفه‌ای غواصی یکی از اعضای شورای جهانی آموزش غواصی تفریحی می‌باشد.
انجمن مربیان حرفه‌ای غواصی یکی از اعضای فدراسیون زیر آبی اروپا می‌باشد.
انجمن مربیان حرفه‌ای غواصی دارای ۱۲۸هزار عضو حرفه‌ای است.
انجمن مربیان حرفه‌ای غواصی دارای ۶۶۰۰ مرکز غواصی در سراسر جهان است.
انجمن مربیان حرفه‌ای غواصی در ۱۸۶ کشور دنیا فعالیت دارد.
انجمن مربیان حرفه‌ای غواصی در ۲۰۰ کشور دنیا غواصان آموزش دیده دارد.

## پروژه آگاهی
پروژه آگاهی به انگلیسی Project AWARE برنامه‌ای جهانی جهت حفظ و حمایت از منابع آبزی است که توسط انجمن مربیان حرفه‌ای غواصیPADI در سال ۱۹۹۵ برپا گردیده‌است.

## شرکت‌های وابسته
- بنیاد پروژه آگاهی - Project AWARE Foundation - جنبشی جهانی برای غواصان در حفاظت از سیاره اقیانوسی است. این جنبش با تمرکز بر مسائل مهمی در ارتباط با حفاظت از کوسه‌های در خطر و زباله‌های دریایی، پروژه‌ای آگاهی دهنده و توانمند برای هزاران تن از غواصان جهان در بیش از ۱۸۶ کشور بوده تا با همکاری یکدیگر برای تحقق سیاره اقیانوسهای تمیز، سالم و زیبا بکوشند. بنیاد پروژه آگاهی سازمانی ثبت شده و غیرانتفاعی است.
- اولین واکنش‌های اضطراری- Emergency First Response - به عنوان یکی از مهم‌ترین ارائه کنندگان بین‌المللی احیای قلبی ریوی CPR و شرکت‌های آموزش دهنده کمک‌های اولیه عضو کمیته رابط بین‌المللی احیا ILCOR و اعتماد به نفس دهنده‌ای برای پاسخگوئی فوری به فوریت‌های پزشکی، نه فقط در غواصی، بلکه در زندگی روزمره افراد در کنار خانواده، دوستان، همسایگان و همکاران می‌باشد.
- انتشارات جریان -Current Publishing Corporation - انتشارات جریان شرکتی وابسته به PADI است. انتشارات جریان وظیفه توسعه و انتشار علوم دریایی و مواد آموزشی را برای دانش آموزان و معلمان ایالات متحده بر عهده دارد و برای گسترش این برنامه درسی از کودکستان‌ها و دبستان‌ها آغاز به کار کرده‌است.
- علوم و فناوری غواصی - DSAT - پژوهش و بررسی در زمینه‌های زیر سطحی و تهیه و توسعه جدولهای غواصی تفریحی برنامه‌ریز غواصی تفریحی

## شریکهای تجاری
نشنال جئوگرافیک - همکاری نشنال جئوگرافیک با PADI که در مقام رهبری جهان در ارائه دوره‌های آموزشی غواصی است، به‌طور مشترک به ایجاد برنامه آموزشی غواص نشنال جئوگرافیک منجر گردیده‌است. هدف مشترک هر دو سازمان، تشویق به حفاظت از منافع عمومی در جهان غواصی تفریحی برای کمک به درک بهتری از میراث فرهنگی زیر آب است.

## برنامه‌های بدون گواهینامه PADI
- PADI دیسکاور اسکوبا دایوینگ
- PADI دیسکاور اسنورکلینگ

## برنامه‌های خردسالان PADI
- PADI Seal Team (هشت سال و بیشتر)
- PADI Bubble Maker (هشت سال و بیشتر)

## گواهینامه‌های غواصی تفریحی PADI

سیستم آموزشی PADI.

- PADI Skin Diver (اسنورکلینگ)
- PADI جونیور اسکوبا دایور
- PADI اسکوبا دایور
- PADI جونیور اوپن واتر دایور
- PADI اوپن واتر دایور
- PADI نشنال ژئوگرافی دایور
- PADI ادونچر دایور
- PADI ادونس اوپن واتر دایور
- PADI رسکیو دایور
- PADI دوره‌های تخصصی
- PADI مستر اسکوبا دایور

## دوره‌های تخصصی PADI
PADI ارائه دهنده دوره‌های غواصی تخصصی بسیاری از جمله دوره‌های زیر است:
- PADI غواصی ارتفاعات
- PADI غواصی از قایق
- PADI غواصی در غارچه‌ها
- PADI غواص عمیق
- PADI عکاسی دیجیتال زیر آب
- PADI غواصی با خودرو پیش رانشی
- PADI غواصی در آبهای جریان دار
- PADI درای سوت
- PADI ارائه اضطراری اکسیژن
- PADI نایتروکس
- PADI متخصص تجهیزات
- PADI غواصی در آبهای منجمد
- PADI غواصی چند سطحی
- PADI غواصی در شب
- PADI پیک پرفورمانس بوینسی
- PADI پروژه آگاهی حفاظت از مرجانها
- PADI شناخت ماهی‌ها
- PADI پروژه آگاهی
- PADI جستجوی زیر آبی و به سطح آوری
- PADI ری بریزر
- PADI طبیعت‌شناسی زیر آب
- PADI ناوبری زیر آبی Specialty Course
- PADI عکاسی زیر آبی Specialty Course
- PADI فیلم‌برداری زیر آبی Specialty Course
- PADI کشتیهای غرق شده Specialty Course

### دوره‌های تخصصی متمایز
علاوه بر رده‌های بالا، مربیان PADI می‌توانند پس از پژوهش و بررسی بر موضوع خاصی تخصصی خاص به خود را تهیه و پس از دریافت مجوز تدریس آن از PADI آن تخصص را به صورت انحصاری آموزش دهند.

## گواهینامه‌های حرفه ایPADI
- PADI دایومستر
- PADI اسیستانت اینسترکتر
- اوپن واتر اسکوبا اینسترکتر(OWSI)
- PADI اسپیشلتی اینسترکتر
- PADI مستر اسکوبا دایور ترینر(MSDT)
- PADI آی.دی. سی استف اینسترکتر
- PADI مستر اینسترکتر
- PADI کورس دایرکتر